# Budapesti Komplex Szakképzési Centrum Kaesz Gyula Faipari Technikum és Szakképző Iskola
Budapesti Komplex Szakképzési Centrum Kaesz Gyula Faipari Technikum és Szakképző Iskola egy budapesti, Zuglóban található középiskola. Nevét Kaesz Gyula építész-belsőépítészről, az Iparművészeti Főiskola volt rektoráról kapta.

## Története
Zuglóban 1966-ra készült el a Kaesz Gyula nevét viselő kétszintes iskola, amelyben a korszerűen felszerelt tantermekben délelőtt-délután folyik az oktatás. Az új épületben könyvtár, orvosi rendelő és tanműhelyek is szerves részét képezik az intézménynek.

## Az iskola bemutatása
Az épület homlokzatán Kalló Viktor szobrászművész bronzreliefje fogadja, a kertben Mészáros Mihály Dózsa című alkotása található, valamint Samu Géza Napszekér című kompozíciója. A földszinten a Vilt Tibor által készített Kaesz Gyula emlékmű és Kádár György Kossuth- és Munkácsy-díjas festőművész figurális mozaik falburkolata található.

## Igazgatók
Balázs Gyula, az iskola első igazgatója, 22 évig vezette az intézetet, irányítása alatt sok hazai és külföldi elismerést kapott az iskola. Az ő javaslatára vette fel az intézmény Kaesz Gyula belsőépítész-tervező nevét 1975-ben. Kaesz Gyula emlékére 1977 áprilisában avatták fel Vilt Tibor szobrászművész már említett emlékművét az iskola előcsarnokában, melynek avatásán Kaesz Gyula özvegye, Kaeszné Lukáts Kató is részt vett. 
Szalay Józsefné, 1988 augusztusától foglalta el az igazgatói posztot. Munkáját magasabb fórumokon kitüntetésekkel ismerték el: Magyar Köztársasági Arany Érdemkereszt 2002, Pedagógus Szolgálati Emlékérem 2008, Eötvös József-díj 2008. 
Kellnerné Füzi Mária, faipari mérnöktanárként itt kezdte tanári pályafutását 1983-ban. Előtte faipari mérnökként a termelésben szerzett tapasztalatokat. 1992-ben lett igazgatóhelyettes, majd 2008. május 20-án igazgató.
Pelyhes Gábor: 2021-2024
Litresits Gábor: jelenlegi igazgató

## A képzés tagozódása
Az általános iskola 8. osztályának elvégzése után
- Szakképzés: asztalos, kárpitos (3 év, nappali)
- Technikum (5 év, nappali)
- Felnőttképzés- esti rendszerben: asztalos és kárpitos (1,5 év)

Érettségivel érkezőknek
- faipari technikus (1 év) esti
- asztalos és kárpitos (2 év) nappali

Érettségire felkészítő képzés (2 év)
Egyéb faipari képzések is indulnak évről évre.

## Külső hivatkozások
- Az iskola honlapja